# Milka Pavlićević
Milka Pavlicevic (* 12. März 1955 in Belgrad, Jugoslawien, heute Serbien) ist eine Filmregisseurin und Journalistin.

## Leben
Milka Pavlicevic studierte von 1975 bis 1981 Politikwissenschaften, Kommunikationswissenschaften / Journalistik und Ethnologie an der Johannes-Gutenberg-Universität in Mainz und schloss das Studium mit dem Magister Artium M.A. ab. Während des Studiums begann sie ihre Tätigkeit als freie Journalistin, Dozentin und Moderatorin. Von 1987 bis 1991 arbeitete sie als freie Autorin für das ZDF.
Hier ist sie seit 1991 als programmverantwortliche Redakteurin und Filmregisseurin im ZDF in der Redaktion Arte sowie für Thema/ARTE für Konzeption, Management und Produktion von Dokumentationen, Themenabenden, Reportagen, Serien, Sondersendungen und ARTE-Entdeckungen zuständig. Darüber hinaus ist sie verantwortlich für Entwicklung und Management von Kommunikations-, Internet- und Medienprojekten. Sie leitet außerdem internationale Ko-Produktionen für ZDF und ARTE, auch in Zusammenarbeit mit ZDF Enterprises, 3sat und ZDFinfo.

## Auszeichnungen
- 2001: Erster Fairness-Preis für Publizistik
- 2006: The Golden Toof Award
- 2006: 46th Monte-Carlo Television Festival
- 2006: Prix Comité International de la Croix-Rouge
- 2007: New York Festivals International Television & Film Awards: Silver World Medal Human Relations
- 2007: EBU Golden Link Award
- 2008: Grand Prix Award, 23rd Odense International Film Festival
- 2012: Sundance Filminstitut
- 2013: 72nd Peabody Awards
- 2015: New York Festivals International Television & Film Awards: Gold World Medal

## Filmografie (Auswahl)
- 1996: Lieber den Tod...
- 1996: Rien ne va plus? Asyl in Deutschland
- 1997: Von der Hand in den Mund
- 1997: Netzwerk der Sexperten
- 1997: Electronic Affairs
- 2000: Die Stressfahnder
- 2000: Ich habe auch meinen Preis bezahlt!
- 2000: Verdammt ich mag nicht mehr!
- 2001: Demokratie made in YU
- 2001: Gepiesackt. Entwürdigt. Kaltgestellt. Krebsgeschwür Mobbing
- 2003: Good bye – Gestorben auf journalistischen Schlachtfeldern…
- 2003: Die Augen des Krieges - Reporter im Einsatz
- 2004: Mission Lachen
- 2005: Mit 25 geht’s bergab
- 2007: John Wayne: „Für uns ist der Western Folklore“
- 2007: Die Rache des Planeten
- 2007: Patient Klima
- 2007: SOS-Artensterben
- 2008: Slobodan Milosevic – Das letzte Gericht
- 2009: MRSA – Die verschwiegene Seuche
- 2009: Guillaume Depardieu – „Es ist die Hölle“
- 2009: Immer wieder Achterbahn – Leben zwischen Manie und Depression
- 2009: Ich wollte nicht mehr aufstehen
- 2010: Leben ohne Herzinfarkt?
- 2010: Schuss vorn Bug
- 2011: Club der Abenteurer (5 Teile)
- 2011: Essen macht glücklich!
- 2011: Arbeiten bis ins Grab?
- 2011: Die gestohlene Rente – Altersarmut in England
- 2011: Ronald Reagan – Geliebt und gehasst
- 2011: Laurel & Hardy: Die komische Liebesgeschichte von Dick und Doof
- 2012: Jagd auf Bin Laden
- 2012: Der Kampf ums Weiße Haus – Obama gegen Romney
- 2012: America in Primetime (4 Teile)
- 2012: Afrika – Der ausgeraubte Kontinent (Stealing Africa)
- 2012: Europa – Nein Danke!  Die britische Sicht der Dinge
- 2013: Die letzten Yakuza
- 2013: Unterwegs auf dem Nordseeküstenradweg (5 Teile)
- 2013: Lorenzo de’ Medici – Zu Gast in den adligen Landvillen der Toskana (5 Teile)
- 2013: Menschliche Bomben entschärfen
- 2013: Schmidt und Giscard d´Estaing – Eine Männerfreundschaft
- 2013: Das Korallendreieck (3 Teile)
- 2014: Gunter Sachs, der Lebenskünstler
- 2014: Hollywoods Spaßfabrik – Als die Bilder lachen lernten
- 2016: Rummelplatz Alpen (arte)
- 2016: The Queen (arte, ZDF)